# Витанова (район Тврдошин)
Витанова (словац. Vitanová) — деревня на севере Словакии района Тврдошин Жилинского края. Находится в исторической области Орава на реке Оравица в Оравицкой долине, в районе Скорушинских предгорий в 15 километрах от Тврдошина.
Через Витанову проходит Национальная автодорога № 520.
Население на 31 декабря 2019 года — 1341 человек.

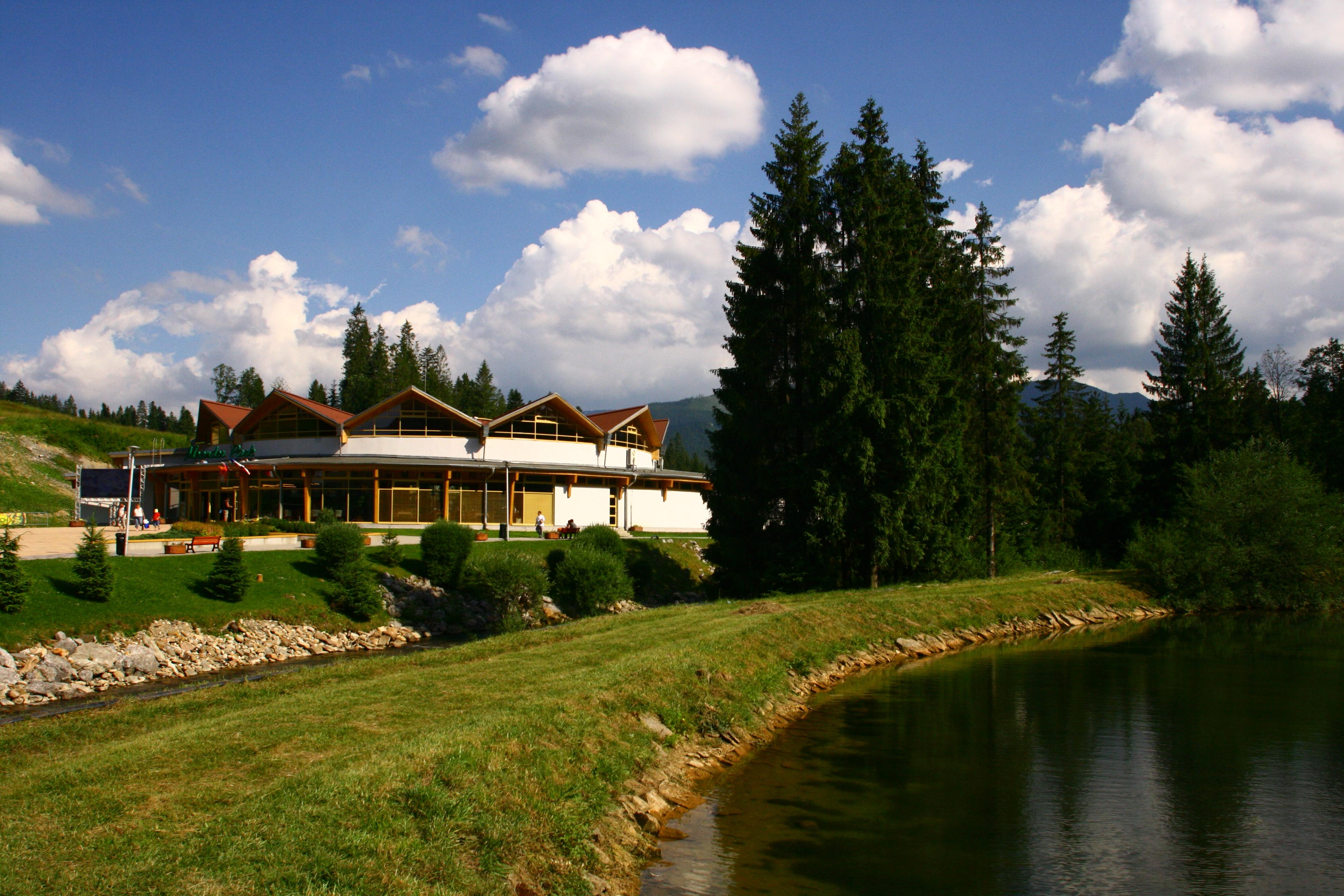

## История
Деревня впервые упоминается в 1550 году. Веками её населяло преимущественно польское население. Согласно переписи 1910 года, они составляли почти 100 % населения. По данным переписи 2011 года демография поменялась, в Витанове проживало 1299 жителей, в том числе 1249 словаков, один поляк и один чех.
В настоящее время здесь существует туристический курорт.

## Население
| Год:                | 1994 | 2004    | 2014    | 2024    |
| ------------------- | ---- | ------- | ------- | ------- |
| Количество человек: | 1187 | 1232    | 1297    | 1319    |
| Разница:            |      | +3,79 % | +5,27 % | +1,69 % |